# Eschert
Eschert [eʃɛʁ] est une commune suisse du canton de Berne, située dans l'arrondissement administratif du Jura bernois.

## Géographie

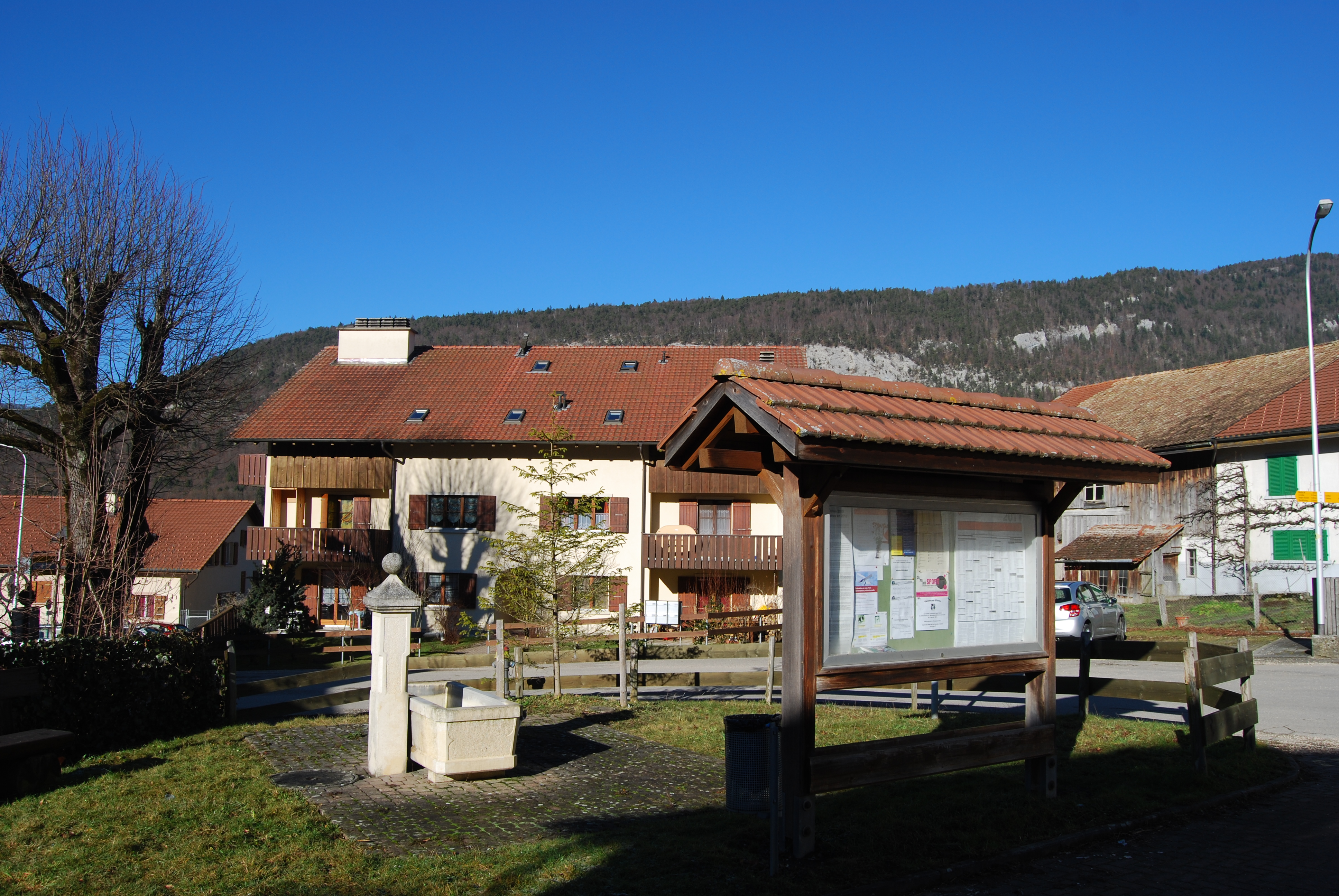
Eschert

Le village d'Eschert se trouve dans le Grand Val à 2 km à vol d’oiseau de Moutier. Au nord, il est en partie délimité par la Rauss.
Le hameau de Sous-la-Rive, situé au bord de la Rauss et sur la route cantonale Moutier-Balsthal, fait partie de la commune d’Eschert.
Le territoire communal est compris entre 542 mètres d’altitude, à Sous-la-Rive, et 1 297 mètres d’altitude, sur l’Oberdörferberg, à la frontière du canton de Soleure.

## Histoire
L’acquistion de Grandis Vallis, cette région d’accès difficile, offerte par le Duc d’Alsace Gondonius, permet à l’abbé de Luxeuil de fonder le couvent de Moutier-Grandval.
Le prêtre Germain de Trèves, dit Saint-Germain, devient régisseur du domaine après qu’une colonie dirigée par les moines Fridoald ait défriché la plus grande partie du Grand Val. En 675, Saint-Germain et son prévôt Randoald sont assassinés par des hommes d’Adalric, roi des Burgondes, après avoir essayé de persuader celui-ci de ne pas envahir la vallée.
Les Carolingiens, Pépin le Bref et Carloman, favorisent le développement de l’abbaye en lui accordant certains privilèges. Ce sont ensuite le roi Lothaire de Lorraine, puis Conrad, fils de Hugues de Provence, qui confirment à l’abbaye de Moutier ses possessions.
En 999, l’évêque de Bâle reçoit du roi de Bourgogne, l’abbaye de Moutier-Grandval et toutes ses dépendances. Désormais, le régime féodal s’installe peu à peu et le couvent de Moutier-Grandval est remplacé par un Chapitre de chanoines .
La première mention écrite d'Eschert apparaît en 1179 sous le nom d’Escert, dans une bulle du pape Alexandre III.
Jusqu’à la fin du XVIIIe siècle, le village dépendait de l’Abbaye de Moutier-Grandval.
De 1797 à 1815, Eschert a fait partie de la France, au sein du département du Mont-Terrible, puis, à partir de 1800, du département français du Haut-Rhin, auquel le département du Mont-Terrible fut rattaché. Par décision du congrès de Vienne, le territoire de l’ancien évêché de Bâle fut attribué au canton de Berne, en 1815.

### Familles bourgeoises
- Campler
- Ganguin
- Guerne
- Précoz

Actuellement, le village n'a plus que les familles Ganguin comme descendantes bourgeoises. Les autres familles ont totalement disparues même si le nom de Guerne se retrouve régulièrement dans la région mais avec pour origine le village de Tavannes.

## Transports
- Bus pour Moutier
- Autoroute A16 : sortie 13 Moutier-Nord. Le portail sud du tunnel du Raimeux se trouve sur le territoire de la commune.

## Formation
- École de formation des apprentis de la construction

## Économie
Jusqu’à la deuxième moitié du XXe siècle, Eschert est demeuré un village agricole. On y trouve aujourd’hui de petits ateliers du domaine de la mécanique et de l’industrie de la construction. De nombreux actifs sont des pendulaires travaillant à Moutier.